# Robert Landsburg
Robert Emerson Landsburg (13 de noviembre de 1931 - 18 de mayo de 1980) fue un fotógrafo estadounidense que murió mientras fotografiaba la erupción del Monte Santa Helena de 1980.
Landsburg nació en Seattle, Washington, y vivía en Portland, Oregón, en el momento de la erupción. En las semanas previas al desastre, Landsburg visitó el área muchas veces para documentar fotográficamente los cambios en el volcán. En la mañana del 18 de mayo, se encontraba a solo unas millas de la cumbre. Cuando la montaña entró en erupción, Landsburg tomó fotos de la gran nube de ceniza acercándose. Sabiendo que iba a morir debido al flujo piroclástico que avanzaba hacia él y llegaría a alcanzar velocidad supersónica, rebobinó la película, metió su cámara en su mochila, y luego se tendió sobre ella para proteger su contenido. Diecisiete días más tarde, el cuerpo de Landsburg fue encontrado enterrado en la ceniza con su mochila debajo. La película fue revelada y proporcionó a los geólogos una valiosa documentación de la histórica erupción.